# Latinská rčení, L
V tomto článku jsou uvedena některá známá latinská rčení, začínající písmenem L.
Latina měla na evropskou kulturu hluboký a dlouho trvající vliv. Od římské antiky přes křesťanství a humanismus až do 18. století byla její znalost u vzdělaných lidí samozřejmostí. V některých oborech se s latinskými názvy stále pracuje, užívají se různé obraty a ve starší literatuře se najde množství latinských citátů. Protože latinských obratů, rčení a přísloví je mnoho, je seznam vybraných seřazen podle abecedy a rozdělen podle počátečních písmen do samostatných článků.

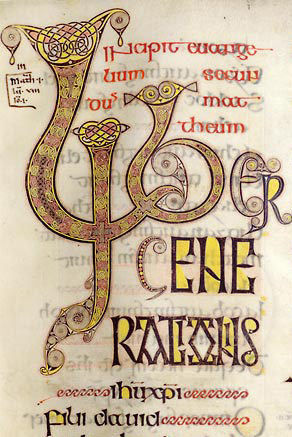
Iniciála L (Evangeliář z Echternachu, 8. stol.)

A
B
C
D
E
F
G
H
I
L
M
N
O
P
Q
R
S
T
U
V

## La
- Labor omnia vincit – „Práce všechno přemáhá“, heslo státu Oklahoma podle Vergiliova „Láska všechno přemáhá“
- Laborare est orare – „Pracovat je modlit se“, podle benediktinského „Modli se a pracuj“
- Lacrima nihil citius arescit – „Nic neuschne tak rychle jako slzy“ (Cicero)
- Laesa majestas – „urážka majestátu“
- Laeso et invicto militi – „Zraněnému, ale neporaženému vojínovi“, na pomnících
- Lapidem, non hominem putes. – „Máš mne za kámen, ne za člověka“
- Lapis philosophorum – „kámen filosofů“, kámen mudrců
- Lapsus calami – „chyba rákosu (pera)“, drobné přepsání
- Lapsus linguae – „chyba jazyka“, přeřeknutí
- Lapsus memoriae – „chyba paměti“
- Latet anguis in herba. – „V trávě číhá had“, (Vergilius, Ekloga 3,93)
- Latet error equo. Ne credite, Teucri. – „V tom koni se skrývá podvod. Nevěřte, Teucrové“, varuje Laokoon před trojským koněm (Vergilius, Aeneis)
- Lauda Sion Salvatorem… – „Chval, Sione, spasitele…“, začátek hymnu Tomáše Akvinského
- Laudator temporis acti – člověk, který vychvaluje minulost, (Horatius, Ars poetica 173)
- Laudetur Jesus Christus – „Pochválen buď Ježíš Kristus“, katolický pozdrav
- Laus alit artes. – „Chválou se živí umění“
- Laus deo. – „Chvála Bohu“
- Laus in ore proprio foetescit. – „Chvála z vlastních úst smrdí“, samochvála smrdí
- Lavabo inter innocentes manos meas. – „Umyji si ruce mezi nevinnými"!!kk, Žalm 25,1
- Laxabo rete. – „Spustím sítě.“ (Lukáš 5,5) Biskupské heslo Františka kardinála Tomáška

## Le
- Lector benevole – „laskavý čtenáři“
- Lectori salutem. – „Čtenáři pozdrav!“
- Lege artis – „podle pravidel (daného) umění“, správně, jak to má být
- Legem brevem esse oportet, quo facilius ab imperitis teneatur. – „Zákon musí být krátký, aby ho i neučení dodržovali“ (Seneca, Listy 94,38, z Poseidonia)
- Leges sine moribus vanae.- „Zákony bez dobrých mravů nemají smysl.“ (Horatius, Ódy 3,23; motto University of Pennsylvania)
- Legi, intellexi, condemnavi. – (řecky: „Anegnón, agnón, kategnón“) „Přečetl jsem, pochopil, odsoudil“, císař Julián křesťanským biskupům
- Legibus idcirco omnes servimus ut liberi esse possimus – „Zákony všichni posloucháme proto, abychom mohli být svobodní“ (Cicero, Pro Cluentio 53,146)
- Legibus solutus – (panovník) „není vázán zákony“
- Lenta ira deorum est - "Hněv bohů je pomalý", srv. "Boží mlýny melou pomalu, ale jistě."
- Leti mille repente viae. – „Tisíce cest (vede) najednou k smrti“ (Albius Tibullus)
- Lex mihi ars. – „Zákonem je mi umění“
- Lex posterior derogat priori. – „Pozdějším zákonem se ruší předchozí“
- Lex specialis derogat legi generali. – „Zvláštní zákon vyjímá z (platnosti) obecného“
- Lex talionis – „zákon odvety“, princip rovné odplaty, „oko za oko, zub za zub“

## Li
- Libenter homines id, quod volunt, credunt. – „Lidé ochotně věří tomu, co chtějí“, srv. „přání otcem myšlenky“ (César)
- Liber signatum septem sigillis – „kniha (svitek) se sedmi pečetěmi“ (Bible, Zj 5,1)
- Libertas est potestas faciendi id quod jure licet. – „Svoboda je možnost dělat, co zákon dovoluje“ (Cicero)
- Libertas Securitas Justitia – „Svoboda Bezpečnost Spravedlnost“ (heslo Evropské agentury pro řízení operativní spolupráce na vnějších hranicích členských států EU (FRONTEX))
- Liberum arbitrium – „svobodná vůle“, svobodné rozhodnutí
- Liberum veto – „veto svobodných“, právo veta ve šlechtickém parlamentu
- Licentia poetica – „básnická licence“, co se básníkovi trpí (Seneca)
- Licet. – „je dovoleno, dovoluje se“
- Ligna in silvam ferre – „Nosit dřevo do lesa“
- Limbus – místo odpočinku zemřelých před vykoupením

## Lo
- Loci communes – „obecná místa (topoi)“, banality
- Loco citato (l.c.) – „na již citovaném místě“, tamtéž
- Loco sigilli (l.s.) – „místo pečeti (razítka)“
- Locum tenens – „místodržitel“, zástupce
- Locus amoenus – „krásné místo“, citát
- Locus communis – „obecné místo“, banalita
- Locus delicti – „místo činu“
- Locus minoris resistentiae – „místo nejmenšího odporu“
- Locuciones latinas – latinská přísloví
- Longe absit. – „zdaleka, vůbec ne“
- Longe fugit, qui suos fugit. – „Daleko utíká, kdo utíká před vlastními“ (Varro)
- Longe lateque – „do šíře a do dáli“, daleko široko

## Lu
- Ludi paganorum – „pohanské hry“
- Lumen naturale – „přirozené světlo“ rozumu
- Lupus est homo homini. – „Člověk je člověku vlkem“ (Plautus, Komedie oslovská 495)
- Lupus in fabula – „(jako) vlk v bajce“, objeví se, když se o něm mluví“ (Terentius); srv. české „My o vlku a vlk za humny“
- Lupus non curat numerum. – „Vlk na počet nehledí.“ (Vergilius)
- Lupus pilum mutat, non mentem. – „Vlk mění srst, ne povahu“
- Lux et dux – „světlo a vůdce“
- Lux et veritas  – „světlo a pravda“
- Lux in tenebris – „Světlo v temnotách“ (Komenský), citát z Bible, J 1,12
- Lux mundi – „Světlo světa“